# Черемшанское муниципальное образование
Черемшанское сельское поселение — муниципальное образование со статусом сельского поселения в 
Заларинском районе Иркутской области России. Административный центр — поселок Черемшанка.

## Демография
По результатам Всероссийской переписи населения 2010 года
численность населения муниципального образования составила 340 человек, в том числе 170 мужчин и 170 женщин.

## Населённые пункты
В состав муниципального образования входят населённые пункты
- Черемшанка
- Новометелкина
- Харагун
- Участок Хор-Бутырина[2]

Ранее существовала деревня Чёрная речка, западнее Черемшанки. Покинута в 1950—1960-х годах.